# Vince Papale
Vincent Francis Papale (9 de febrero de 1946, Glenolden, Pensilvania) es un exjugador profesional de fútbol americano. Jugó tres temporadas con el equipo Philadelphia Eagles en la National Football League NFL en la posición de receptor y después dos temporadas con el equipo Bell de Filadelfia en la Liga Mundial de Fútbol Americano (WFL). Papale fue el personaje en el cual fue inspirada la película Invencible, de 2006. Tuvo cáncer el cual lo superó después de su carrera deportiva.
Papale es director regional de marketing y ejecutivo de cuentas de comercialización de Sallie Mae. Reside en Cherry Hill, Nueva Jersey, con su esposa Janet y sus dos hijos, Gabriella y Vinny, y sigue siendo fanático de Philadelphia Eagles.